# Waleryj Cepkała
Waleryj Wiljamawicz Cepkała (biał. Валерый Вільямавіч Цэпкала, ros. Валерий Вильямович Цепкало, Walerij Wiljamowicz Cepkało; ur. 22 lutego 1965 w Grodnie) – białoruski polityk, dyplomata i uczony, w latach 1994–1997 I zastępca ministra spraw zagranicznych Republiki Białorusi, w latach 1997–2002 ambasador Republiki Białorusi w Stanach Zjednoczonych i w Meksyku, w latach 2002–2005 doradca Prezydenta Republiki Białorusi, od 2005 do 2017 roku – dyrektor administracji Białoruskiego Parku Wysokich Technologii.

## Życiorys
Urodził się 22 lutego 1965 roku w Grodnie, w obwodzie grodzieńskim Białoruskiej SRR, ZSRR. Jego rodzice byli wysłani do Grodna z terytorium południowej i wschodniej Ukrainy. W latach 1984–1986 odbył służbę w szeregach Armii Radzieckiej. W latach 1986–1991 studiował w Moskiewskim Państwowym Instytucie Stosunków Międzynarodowych (MGIMO) przy Ministerstwie Spraw Zagranicznych ZSRR. W latach 1990–1991 pracował w ambasadzie ZSRR w Finlandii. W latach 1991–1992 uczył się na aspiranturze w MGIMO i wykładał na Katedrze Prawa Państwowego i Zarządzania Państw Zagranicznych. Posiada wykształcenie prawnicze i politologiczne. Posługuje się językiem rosyjskim, białoruskim nie włada, zna angielski i fiński.
W latach 1993–1994 pracował jako doradca Rady Najwyższej Republiki Białorusi XII kadencji i Sekretariatu Wykonawczego Wspólnoty Niepodległych Państw. Od 8 sierpnia 1994 roku do 20 stycznia 1997 roku był I zastępcą ministra spraw zagranicznych Republiki Białorusi. Od 24 lutego 1997 roku pełnił funkcję Nadzwyczajnego i Pełnomocnego Ambasadora Republiki Białorusi w Stanach Zjednoczonych Ameryki i jednocześnie w Meksykańskich Stanach Zjednoczonych. 2 kwietnia 2002 roku został zdymisjonowany z tych stanowisk i znalazł się w rezerwie Ministerstwa Spraw Zagranicznych Białorusi. 16 lipca tego samego roku objął stanowisko doradcy Prezydenta Republiki Białorusi i otrzymał pierwszą klasę urzędnika aparatu państwowego. 7 października 2005 roku został mianowany dyrektorem administracji Białoruskiego Parku Wysokich Technologii i zwolniony z funkcji doradcy Prezydenta Republiki Białorusi – pełnomocnego przedstawiciela Prezydenta Republiki Białorusi w Zgromadzeniu Narodowym Republiki Białorusi. Zachował jednocześnie prawa i obowiązki doradcy Prezydenta.
Waleryj Cepkała pełni funkcję eksperta Sekretarza Generalnego ONZ ds. bezpieczeństwa informacyjnego – członka Rady Strategicznej Global Alliance for Information and Communication Technologies and Development.

### Działalność naukowa
Waleryj Cepkała zajmował się historią i filozofią religii. Napisał szereg prac na temat ojczystego rosyjskiego i europejskiego nacjonalizmu i nacjonal-nihilizmu. Jest autorem 80 prac na temat religii, światowej gospodarki i polityki zagranicznej, a także 20 publikacji o elektronicznej administracji, technologiach informacyjnych i własności intelektualnej. Publikował je m.in. na łamach Foreign Affairs, Journal of Congress, The Washington Post, Frankfurter Allgemeine Zeitung i Horizons. Występował z wykładami na temat geopolityki i współczesnych stosunków międzynarodowych, a także na temat aktualnych zagadnień neokonserwatyzmu. Zajmował się opracowywaniem scenariuszy globalizacji konfliktów narodowościowych w Eurazji. Badał zachodnioeuropejskie (Niemcy, Włochy, Hiszpania) oraz azjatyckie (Japonia, Republika Chińska, Hongkong, Korea Południowa, Singapur) koncepcje reform gospodarczych.
Waleryj Cepkała jest autorem książki Dorogoj drakona (pol. Drogą smoka), w której analizował rozwój gospodarczy postindustrialnych krajów Azji Południowo-Wschodniej, oraz Kod biessmiertia: tajna smierti i woskrieszenija (pol. Kod nieśmiertelności: tajemnica śmierci i zmartwychwstania), w której próbował połączyć tematykę gospodarki opartej na wiedzy ze znajomością duszy.

## Krytyka
Waleryj Cepkała był krytykowany przez szereg probiałoruskich działaczy za swoje prorosyjskie wypowiedzi i działania. Wśród nich list z prośbą o pomoc do rosyjskiego prezydenta Władimira Putina i "braci Rosjan", a także za określenie języka rosyjskiego jako "naszego dziedzictwa” i „wieczną wartość". Ponad to w ramach kampanii wyborczej 2020 roku, Cepkała odwiedził byłego sowieckiego urzędnika z Mohylewa, który był odpowiedzialny za zniszczenie jednego z symboli Grodna - Fary Witoldowej. Zdarzenie to zostało skrytykowane przez część grodnian, w tym także przez Andrzeja Poczobuta. Wielu probiałoruskich działaczy wytyka Cepkale korzystanie tylko z języka rosyjskiego i nieznajomość języka białoruskiego. 

## Życie prywatne
Waleryj Cepkała jest żonaty z Weraniką Cepkałą.